# Rhaphium firsovi
Rhaphium firsovi är en tvåvingeart som beskrevs av Stackelberg och Negrobov 1976. Rhaphium firsovi ingår i släktet Rhaphium och familjen styltflugor. Inga underarter finns listade i Catalogue of Life.